# Zimmermanniella
Zimmermanniella — рід грибів родини Phyllachoraceae. Назва вперше опублікована 1902 року.

## Класифікація
До роду Zimmermanniella відносять 1 вид:
- Zimmermanniella trispora